# Chupá

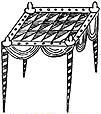
Representação artística de uma chupá

A Chupá ou Khupá (pronuncia-se rupá, do hebraico: חוּפָּה), plural Chupot ou Chupos (hebraico: חוּפּוֹת) é a tenda sob a qual se realiza o casamento judaico. Confeccionada em tecido ou, na falta do mesmo, um talit esticado entre quatro varões, símbolo da moradia a ser dividida pelo casal; aberta por todos os lados representando a hospitalidade incondicional aos amigos e parentes além de ser geralmente montada ao ar livre como sinal de bênção divina.